# T.Love
T.Love este o trupă de muzică rock poloneză formată în Częstochowa în 1982. Până la 1987 a fost cunoscută ca Teenage Love Alternative.

## Discografie

### Cum T.Love Alternative
- Nasz Bubelon (neoficial) – 1984
- Chamy idą (neoficial) – 1984
- Miejscowi live (compilație de concert) – 1988
- Wychowanie – 1989, reediție în 2003
- Dzieci rewolucji (compilație) – 1992
- Częstochowa 1982-1985 – 1995

### Cum T.Love
- Pocisk miłości - 1991
- King - 1992
- I Love You - 1994
- Prymityw - 1994
- Al Capone - 1996
- Chłopaki nie płaczą - 1997
- BesT.Love - 1998
- Antyidol - 1999
- Model 01 - 2001
- T.Live – 2003
- I hate rock'n'roll – 2006